# Championnats de Lettonie de tennis de table
Les Championnats de Lettonie de tennis de table comprennent une compétition individuelle organisée par la Fédération lettone de tennis de table depuis la fin des années 1920 pour les joueurs de tennis de table lettons, dont les vainqueurs remportent le titre de champion de Lettonie et une compétition par équipes.

## Championnats individuels

### Histoire
La compétition a lieu chaque année depuis la fin des années 1920. Entre 1940 et 1992, la Lettonie ayant été annexé par l'URSS, les joueurs letons participent aux championnats d'URSS de tennis de table. En 2018, Sabina Musajeva devient l'une des plus jeunes championnes d'un championnat national en Europe en remportant le titre à l'âge de 14 ans.

### Palmarès
| Année | Simple messieurs     | Simple dames           | Double messieurs                         | Double dames                         | Double mixte                           |
| ----- | -------------------- | ---------------------- | ---------------------------------------- | ------------------------------------ | -------------------------------------- |
| 2025  | Daniels Kogans (2)   | Natalija Klimanova (6) | Olegs Kartuzovs / Aleksandrs Maskalonoks | Sabina Musajeva / Margarita Smirnova | Sandijs Vasiljevs / Natalija Klimanova |
| 2024  | Arturs Reinholds (4) | Sabina Musajeva (3)    | Olegs Kartuzovs / Aleksandrs Maskalonoks | Sabina Musajeva / Margarita Smirnova | Arturs Reinholds / Baiba Bogdanova     |
| 2023  | Olegs Kartuzovs (4)  | Baiba Bogdanova (7)    | Olegs Kartuzovs/ Aleksandrs Maskalonoks  | Baiba Bogdanova / Ilva Baltute       | Olegs Kartuzovs / Sabina Musajeva      |
| 2022  | Daniels Kogans       | Sabina Musajeva (2)    | Artūrs Reinholds / Dainis Reinholds      | Sabina Musajeva / Ina Jozepsone      | Artūrs Reinholds / Baiba Bogdanova     |
| 2021  | Sandijs Vasiljevs    | Baiba Bogdanova (6)    | Olegs Kartuzovs Rihards Mencis           | Sabina Musajeva Ina Jozepsone        | Daniels Kogans Baiba Bogdanova         |
| 2020  | Olegs Kartuzovs (3)  | Baiba Bogdanova (5)    | Gints Eihmans Reinis Kasparans           | Ina Jozepsone Margarita Judina       | Arturs Reinholds Baiba Bogdanova       |
| 2019  | Arturs Reinholds (3) | Natalija Klimanova     | Arturs Reinholds Leonids Maslovs         | Natalija Klimanova Ina Jozepsone     | Sandijs Vasiljevs Inta Zdanovska       |
| 2018  | Arturs Reinholds (2) | Sabina Musajeva        | Olegs Kartuzovs And Rihards Mencis       | Baiba Bogdanova And Antra Vīnerte    | Olegs Kartuzovs And Antra Vinerte      |
| 2017  | Arturs Reinholds     | Inta Zdanovska (2)     | Arturs Reinholds Leonids Maslovs         | Inta Zdanovska Diana Rusinova        | Sandijs Vasiljevs Inta Zdanovska       |
| 2016  | Olegs Kartuzovs (2)  | Antra Vinerte (4)      | Olegs Kartuzovs And Leonids Maslovs      | Ina Jozepsone And Aldona Homicha     | Olegs Kartuzovs/Antra Vinerte          |
| 2015  | Olegs Kartuzovs      |                        |                                          |                                      |                                        |
| 2014  | Sandijs Vasiljevs    | Antra Vinerte          | Sandijs Vasiljevs Olegs Kartuzovs        | Antra Vinerte Olga Karuzova          | Sandijs Vasiljevs And Antra Vinerte    |
| 2012  | Matiss BURGIS        | Baiba Bogdanova        |                                          |                                      |                                        |